# 南格倫斯福爾斯 (紐約州)
南格倫斯福爾斯（英語：South Glens Falls）是位於美國紐約州薩拉托加縣的村。

## 人口
根據2020年美國人口普查的數據，南格倫斯福爾斯的面積為3.86平方千米，當中陸地面積為3.52平方千米，而水域面積為0.34平方千米。當地共有人口3744人，而人口密度為每平方千米970人。